# Baldichieri d’Asti
Baldichieri d’Asti – miejscowość i gmina we Włoszech, w regionie Piemont, w prowincji Asti.
Według danych na styczeń 2009 gminę zamieszkiwało 1061 osób przy gęstości zaludnienia 203,6 os./1 km².